# Chiara Matraini
Chiara Matraini (Lucca, 4 giugno 1515 – Lucca, 8 novembre 1604) è stata una poetessa italiana.

## Biografia
Nata da Benedetto Matraini e da Agata Serantoni nel 1515, perdette il padre l'anno dopo e crebbe con la madre, lo zio paterno Rodolfo e i fratelli Luiso e Lodovico. Famiglia di ricchi artigiani tintori della seta anticamente originari del borgo di Matraia, da cui trassero il nome, i Matraini svolsero un importante ruolo nelle lotte politiche che scossero nella prima metà del Cinquecento l'oligarchica Repubblica di Lucca.
Quando la produzione di tessuti di seta per il mercato estero, attività prevalente in Lucca, fu messa in crisi dalla diminuzione della domanda, il governo reagì regolando la loro produzione con una legge che imponeva che solo tessuti di alta qualità, prodotti unicamente in città, potessero essere destinati all'esportazione. Il provvedimento colpiva gli artigiani poveri e medi di Lucca e della provincia, che già lamentavano la loro esclusione dal potere politico della Repubblica.
Il 1º maggio 1531 iniziò quella protesta che fu poi chiamata la «rivolta degli straccioni»: un migliaio di lucchesi protestarono pubblicamente: guidati da Matteo Vannelli, nominarono dei «tribuni della plebe» che chiesero la revoca della legge e una riforma istituzionale che permettesse anche a esponenti delle classi popolari di accedere alle cariche di governo. Il governo – il Consiglio degli Anziani – accettò per il momento soltanto di aumentare a loro favore il numero dei membri del Senato – il Consiglio di città - e fu così che il 4 maggio anche Rodolfo Matraini divenne senatore.
Il problema principale rappresentato dalla democratizzazione del potere esecutivo fu eluso fino all'anno successivo, quando il movimento degli «straccioni» fu represso con l'esilio, il carcere e le condanne a morte: il 21 aprile 1532 sei dei loro rappresentanti furono decapitati e fra di essi Ludovico Matraini, fratello di Chiara, mentre l'altro fratello Luiso fu messo in carcere, dove morì nel 1535; due parenti, Filippo e il prete Lorenzo Matraini dovettero fuggire e lo zio Rodolfo si ritirò dalla vita pubblica.
Chiara si era sposata il 15 maggio 1531 con Vincenzo Cantarini, da cui ebbe nel 1533 il figlio Federigo. Anche i Cantarini erano una famiglia benestante di artigiani che aveva partecipato alla rivolta degli straccioni, ma fu un cugino di Vincenzo, Giuliano Cantarini, a denunciare al Consiglio degli Anziani di Lucca, nel novembre del 1532, la congiura ordita dai fuoriusciti Vincenti di Poggio e don Lorenzo Matraini per rientrare in città e rovesciare il governo.
Rimasta vedova nel 1542, si sa che a quel tempo era già nota in città come poetessa, che nel 1547 fu coinvolta in uno scandalo a causa di allegre riunioni tenute insieme con giovani pisani e che ebbe una relazione con un Bartolomeo Graziani che finì assassinato da sconosciuti. Quelle riunioni testimoniano in realtà che ella già coltivava la poesia in ambienti di Lucca e di Pisa, come attesta anche l'autorevole citazione del Lando che nel 1552 definiva la Matraini «nobile poetessa lucchese», benché a quella data Chiara non avesse ancora pubblicato alcuno scritto.
Solo nel 1555, infatti, furono pubblicate a Lucca le sue Rime e prose,, un canzoniere preceduto da una lettera forse indirizzata al letterato Lodovico Domenichi, nella quale ella difende la dignità letteraria dell'amore, e dall'Orazione dell'arte della guerra, dove viene esaltata la nobiltà civica della difesa della patria. Le Rime, di carattere petrarchesco, esprimono la vicenda amorosa vissuta con il Graziani fino alla sua morte violenta, accennata nella canzone Chiara, eterna, felice e gentil alma.
Nel 1556 pubblicò la traduzione in volgare dell'orazione A Demonico dello pseudo-Isocrate, dedicata a Giulio de' Medici, mentre a Venezia furono ripubblicate le sue Rime in un'edizione miscellanea e sue singole composizioni furono ancora stampate in altre antologie.

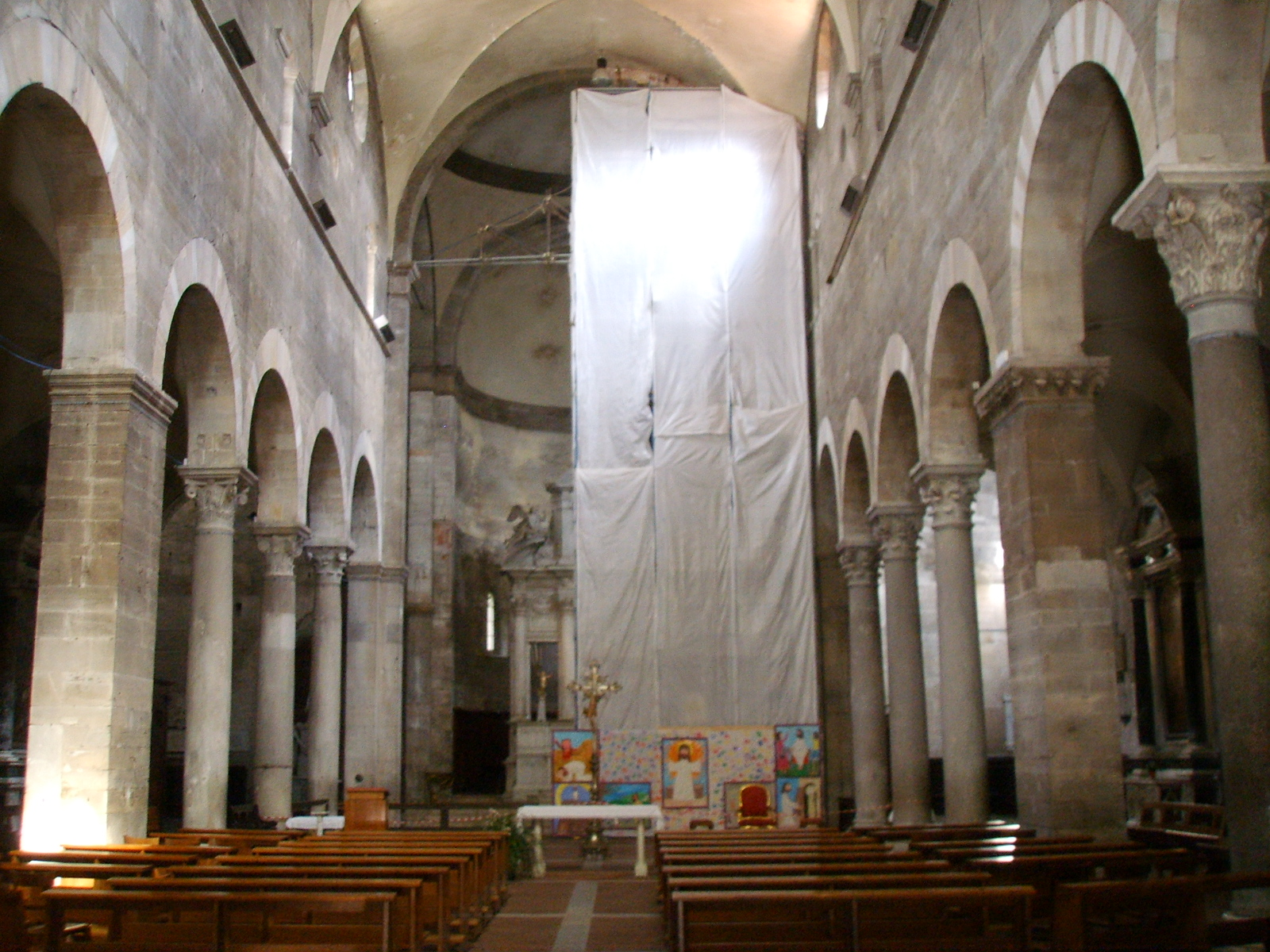
Chiesa di Santa Maria foris portam: l'interno.

Verso il 1560 conobbe a Lucca il nobile di Carpi Cesare Coccapani, con il quale intrattenne una lunga relazione affettiva e intellettuale, testimoniata da un epistolario, mentre un paio d'anni dopo la Matraini si stabilì per qualche tempo a Genova dove ebbe una lite giudiziaria con il figlio Federigo per motivi d'interesse.
Nel 1576, a Lucca, si fece costruire nella chiesa di Santa Maria Forisportam una cappella, dove dispose la propria sepoltura, ornata da un quadro, Augusto e la Sibilla cumana, iniziato dal pittore Alessandro Ardenti e terminato, secondo le sue volontà testamentarie, da Francesco Cellini, ove nella Sibilla sarebbero rappresentate le fattezze della poetessa.
Nell'ultimo periodo della vita, trascorsa a Lucca, la Matraini si volse a temi religiosi: le Meditazioni spirituali del 1581, le Considerazioni sopra i sette salmi penitenziali del 1586, il Breve discorso sulla Madonna del 1590 e i Dialoghi spirituali, pubblicati nel 1602 ma composti molti anni prima. Unica eccezione fu la ristampa nel 1595 delle Rime del 1555 con l'aggiunta di una seconda collezione di poesie e un gruppo di lettere, tra le quali alcune indirizzate al Coccapani.
Chiara Matraini morì nel novembre 1604, tre mesi dopo aver redatto il suo quarto testamento.

## Opere
- Rime e prose, Lucca, Busdraghi, 1555.
- Orazione d'Isocrate a Demonico figliuolo d'Ipponico, circa a l'essortazione de' costumi, che si convengono a tutti i nobilissimi giovani: di latino in volgare tradotta, Firenze, Torrentino, 1556.
- Meditazioni spirituali, Lucca, Busdraghi, 1581.
- Considerazioni sopra i sette salmi penitenziali del gran re e profeta David, Lucca, Busdraghi, 1586.
- Breve discorso sopra la vita e laude della Beatissima Vergine e Madre del Figliuol di Dio, Lucca, Busdraghi, 1590.
- Le lettere della signora Chiara Matraini e la prima e seconda parte delle sue rime, Lucca, Busdraghi, 1595.
- Dialoghi spirituali con una notabile narrazione alla grande Academia de' Curiosi e alcune sue rime e sermoni, Venezia, Fioravanti Prati, 1602.

### Edizioni moderne
- Chiara Matraini, Rime e lettere, edizione critica a cura di G. Rabitti, Bologna, Commissione per i testi di lingua 1989.
- Chiara Matraini, Le opere in prosa e altre poesie, Aguaplano, 2017.
- Chiara Matraini, Rime e lettere, introduzione e commento a cura di C. Acucella, FUP, 2018.

## Opere derivate
Dalla vita della poetessa è stato tratto un romanzo, scritto da Laura Bosio e Bruno Nacci e intitolato Per seguire la mia stella (Milano, Guanda, 2017).